# Ronald Leslie-Melville (11e comte de Leven)
Ronald Ruthven Leslie-Melville (19 décembre 1835-21 août 1906) est un noble écossais. Il est titré 11e comte de Leven et 10e comte de Melville.

## Biographie
Fils de John Leslie-Melville (9e comte de Leven) et de sa deuxième épouse, Sophia, fille du député Henry Thornton, il fait ses études à la Windlesham House School, au Collège d'Eton et à Christ Church, Oxford. Il succède à son demi-frère Alexander Leslie-Melville, 10e comte de Leven en 1889.
Il est administrateur de la Peninsular and Oriental Steam Navigation Company et de la Banque d'Angleterre.
Il est un pair représentant écossais de 1892 jusqu'à sa mort, gardien du sceau privé de l'Écosse de 1900 jusqu'à sa mort, et lord haut-commissaire à l'Assemblée générale de l'Église d'Écosse pendant neuf années consécutives, de 1898 à 1906, Administrateur de la Banque d'Angleterre de 1884 à 1894. Il est lieutenant adjoint de la ville de Londres. Il est nommé conseiller privé dans la liste des honneurs de couronnement de 1902. Il est nommé chevalier du chardon en 1905.

## Famille
En 1885, il épouse Emma Selina Portman, fille aînée de Henry Portman ; ils ont des enfants:
- John David Leslie-Melville, 12e comte de Leven,
- Archibald Alexander Leslie-Melville, 13e comte de Leven,
- David William Leslie-Melville (23 mai 1892-10 décembre 1938),
- Ian Leslie-Melville (14 août 1894-10 février 1967),
- Constance Betty Leslie-Melville (7 août 1888-13 août 1922)[2].